# Grădiștea Muncelului - Ciclovina (sit SPA)
Grădiștea Muncelului - Ciclovina este o arie protejată (arie de protecție specială avifaunistică — SPA) din România întinsă pe o suprafață de 38.106,8 ha, integral pe uscat.

## Localizare
Situl Grădiștea Muncelului - Cioclovina se întinde pe teritoriul sud-estic al județului Hunedoara (Baru, Bănița, Beriu, Boșorod, Orăștioara de Sus, Petroșani, Pui). Centrul acestuia este situat la coordonatele 45°34′41″N 23°13′54″E / 45.578105°N 23.231542°E.

## Înființare
Situl Grădiștea Muncelului - Ciclovina (ROSPA0045) a fost declarat arie de protecție specială avifaunistică în octombrie 2007 pentru a proteja 79 de specii de animale. Situl se suprapune cu ariile naturale: Complexul carstic Ponorâci-Cioclovina, Cheile Crivadiei, Peștera Bolii, Locul fosilifer Ohaba-Ponor, Peștera Șura Mare, Parcul Natural Grădiștea Muncelului - Cioclovina, și Geoparcul Dinozaurilor „Țara Hațegului”.

## Biodiversitate
Situată în ecoregiunile alpină și continentală, aria protejată nu include niciun habitat protejat.
La baza desemnării sitului se află mai multe specii protejate de  păsări (79): uliu porumbar (Accipiter gentilis), minunița (Aegolius funereus), ciocârlie-de-câmp (Alauda arvensis), fâsă de pădure (Anthus trivialis), lăstunul mare (Apus apus), acvilă țipătoare mică (Aquila pomarina), ciuf-de-pădure (Asio otus), cocoșul de mesteacăn (Bonasa bonasia), buha (Bubo bubo), șorecarul comun (Buteo buteo), șorecar încălțat (Buteo lagopus), caprimulg (Caprimulgus europaeus), cânepar (Carduelis cannabina), sticlete (Carduelis carduelis), scatiu (Carduelis spinus), florinte (Chloris chloris), barză neagră (Ciconia nigra), șerpar (Circaetus gallicus), botgros (Coccothraustes coccothraustes), porumbel gulerat (Columba palumbus), prepeliță (Coturnix coturnix), cristeiul de câmp (Crex crex), cuc (Cuculus canorus), lăstun de casă (Delichon urbica), ciocănitoare cu spate alb (Dendrocopos leucotos), ciocănitoarea de stejar (Dendrocopos medius), ciocănitoare neagră (Dryocopus martius), presură sură (Emberiza calandra), presură de munte (Emberiza cia), măcăleandru (Erithacus rubecula), șoimul rândunelelor (Falco subbuteo), vânturel roșu (Falco tinnunculus), muscar-gulerat (Ficedula albicollis), muscar negru (Ficedula hypoleuca), muscar (Ficedula parva), cinteză (Fringilla coelebs), Fringilla montifringilla, ciuvică (Glaucidium passerinum), frunzăriță galbenă (Hippolais icterina), rândunică roșcată (Hirundo daurica), rândunică (Hirundo rustica), capîntortură (Jynx torquilla), sfrâncioc roșiatic (Lanius collurio), sfrâncioc mare (Lanius excubitor), ciocârlie de pădure (Lullula arborea), privighetoare (Luscinia megarhynchos), mierlă de piatră (Monticola saxatilis), codobatură galbenă (Motacilla alba), codobatură de munte (Motacilla cinerea), muscar sur (Muscicapa striata), pietrar sur (Oenanthe oenanthe), ciuf-pitic (Otus scops), viespar (Pernis apivorus), codroș de munte (Phoenicurus ochruros), codroșul de pădure (Phoenicurus phoenicurus), pitulice de munte (Phylloscopus collybita), pitulice-fluierătoare (Phylloscopus trochilus), ciocănitoare verzuie (Picus canus), brumăriță de pădure (Prunella modularis), mugurarul (Pyrrhula pyrrhula), aușel sprâncenat (Regulus ignicapilla), aușel cu cap galben (Regulus regulus), mărăcinar (Saxicola rubetra), mărăcinar negru (Saxicola torquatus), cănăraș (Serinus serinus), turturică (Streptopelia turtur), huhurezul mic (Strix uralensis), graur (Sturnus vulgaris), silvie cu cap negru (Sylvia atricapilla), silvie de câmp (Sylvia communis), silvie-mică (Sylvia curruca), Tachymarptis melba,  cocoș de munte (Tetrao urogallus), mierlă (Turdus merula), sturz-cântător (Turdus philomelos), sturz (Turdus pilaris), mierlă gulerată (Turdus torquatus), sturzul de vâsc (Turdus viscivorus), pupăză (Upupa epops).
Pe lângă speciile protejate, pe teritoriul sitului au mai fost identificate 6 specii de plante, 5 specii de amfibieni, 1 specie de nevertebrate, 9 specii de reptile.